# Василёво (Посёлок Золотково)
Василёво — деревня в Гусь-Хрустальном районе Владимирской области России, входит в состав муниципального образования «Посёлок Золотково».

## География
Деревня расположена в 14 км на юг от центра поселения посёлка Золотково и в 49 км на юго-восток от Гусь-Хрустального.

## История
Деревня Василево впервые упоминается в писцовых книгах 1628-29 годов в составе Черсевского прихода, в ней тогда было всего 2 крестьянских двора.
В XIX и первой четверти XX века деревня входила в состав Черсевской волости Меленковского уезда.
С 1929 года деревня являлась центром Василевского сельсовета Гусь-Хрустального района, с 1935 по 1963 год — в составе Курловского района.

## Население
| 1859 | 1897 | 1926 |
| ---- | ---- | ---- |
| 466  | 754  | 1031 |

| 1859 | 1897 | 1905 | 1926  | 2002 | 2010 | 2021 |
| ---- | ---- | ---- | ----- | ---- | ---- | ---- |
| 466  | ↗754 | ↘743 | ↗1031 | ↘223 | ↘158 | ↘106 |

## Образование и здравоохранение
В деревне имеются МКОУ «Василевская основная общеобразовательная школа» (открыта в 1973 году), Василевский фельдшерско-акушерский пункт ГБУЗ «Золотковская районная больница».